# 2038 Bistro
2038 Bistro eller 1973 WF är en asteroid i huvudbältet som upptäcktes den 24 november 1973 av den Schweiziska astronomen Paul Wild vid Observatorium Zimmerwald. Den har fått sitt namn efter ordet Bistro, som betyder Kafé eller Restaurang.
Asteroiden har en diameter på ungefär 10 kilometer.